# Interpolacyjne metody różnicowe

## Różnice skończone
Dana jest funkcja {\displaystyle y=f(x).} Jej pierwsza różnica skończona wyraża się wzorem
|  |  | {\displaystyle \Delta y=\Delta f(x)=f(x+\Delta x)-f(x),} |  | (1) |

gdzie:
{\displaystyle \Delta x=h} jest ustalonym krokiem różnicowym.
Różnice skończone wyższych rzędów otrzymuje się według reguły
{\displaystyle \Delta ^{n}y=\Delta ^{n-1}(\Delta y).}
Tak na przykład
{\displaystyle {\begin{aligned}\Delta ^{2}y&=\Delta (\Delta y)\\[1ex]&=\Delta {\big [}f(x+\Delta x)-f(x){\big ]}\\[1ex]&={\big [}f(x+2\Delta x)-f(x+\Delta x){\big ]}-{\big [}f(x+\Delta x)-f(x){\big ]}\\[1ex]&=f(x+2\Delta x)-2f(x+\Delta x)+f(x).\end{aligned}}}
- Przykład

Niech będzie {\displaystyle P(x)=x^{3}.} Dla {\displaystyle h=1} otrzymuje się
{\displaystyle {\begin{aligned}\Delta P(x)&=(x+1)^{3}-x^{3}=3x^{2}+3x+1,\\[1ex]\Delta ^{2}P(x)&={\big [}3(x+1)^{2}+3(x+1)+1{\big ]}-(3x^{2}+3x+1)=6x+6,\\[1ex]\Delta ^{3}P(x)&={\big [}6(x+1)+6{\big ]}-(6x+6)=6,\\[1ex]\Delta ^{n}P(x)&=0\quad \mathrm {dla} \;n>3.\end{aligned}}}
Jak widać różnica skończona trzeciego rzędu, wielomianu trzeciego stopnia ma wartość stałą. Można wykazać, że jeżeli
{\displaystyle P_{n}(x)=a_{0}x^{n}+a_{1}x^{n-1}+\ldots a_{n},\quad {}}
to
{\displaystyle \Delta ^{n}P_{n}(x)=n!a_{0}h^{n}=\mathrm {const} \quad \to \quad \Delta ^{s}P_{n}(x)=0,\quad {}} gdy {\displaystyle {}\;s>n.}
Symbol {\displaystyle \Delta } można traktować jako pewien operator odwzorowujący funkcję {\displaystyle y=f(x)} w funkcję {\displaystyle \Delta y=f(x+\Delta x)-f(x).} Operator ten ma trzy własności
1. {\displaystyle \Delta (u+v)=\Delta u+\Delta v,}
2. {\displaystyle \Delta (Cu)=C\Delta u,}
3. {\displaystyle \Delta ^{m}(\Delta ^{n}y)=\Delta ^{m+n}y.}

Ze wzoru (1) wynika, że
{\displaystyle f(x+\Delta x)=f(x)+\Delta f(x).}
Traktując operator {\displaystyle \Delta } jako symboliczny mnożnik, możemy napisać
|  |  | {\displaystyle f(x+\Delta x)=(1+\Delta )f(x),} |  | (2) |

|  |  | {\displaystyle f(x+n\Delta x)=(1+\Delta )^{n}f(x).} |  | (3) |

Wykorzystując wzór dwumienny Newtona, otrzymujemy
|  |  | {\displaystyle f(x+n\Delta x)=\sum _{m=0}^{n}C\;\!_{n}^{m}\Delta ^{m}f(x),\quad C\;\!_{n}^{m}={\frac {n!}{m!(n-m)!}}} |  | (4) |

oraz dzięki temu, że
|  |  | {\displaystyle \Delta =(1+\Delta )-1} |  | (5) |

możemy napisać
{\displaystyle {\begin{aligned}\Delta ^{n}f(x)&={\big [}(1+\Delta )-1{\big ]}^{n}f(x)\\[1ex]&=(1+\Delta )^{n}f(x)\\[1ex]&\quad -C_{n}^{1}(1+\Delta )^{n-1}f(x)\\[1ex]&\quad +C_{n}^{2}(1+\Delta )^{n-2}f(x)\\[1ex]&\quad -\ldots \\[1ex]&\quad +(-1)^{n-1}C\;\!_{n}^{n-1}(1+\Delta )f(x)\\[1ex]&\quad +(-1)^{n}f(x),\end{aligned}}}
a wykorzystując (3)
|  |  | {\displaystyle {\begin{aligned}\Delta ^{n}f(x)&=f(x+n\Delta x)\\[1ex]&\quad -C_{n}^{1}f{\big [}x+(n-1)\Delta x{\big ]}\\[1ex]&\quad +C_{n}^{2}f{\big [}x+(n-2)\Delta x{\big ]}\\[1ex]&\quad -\ldots \\[1ex]&\quad +(-1)^{n-1}C\;\!_{n}^{n-1}f(x+\Delta x)\\[1ex]&\quad +(-1)^{n}f(x).\end{aligned}}} |  | (6) |

W przypadku gdy funkcja {\displaystyle f(x)} ma ciągłą pochodną {\displaystyle f^{(n)}(x)} na odcinku {\displaystyle (x+n\Delta x),} można wykazać, że
|  |  | {\displaystyle \Delta ^{n}f(x)=(\Delta x)^{n}f^{(n)}(x+\theta n\Delta x),\quad 0<\theta <1.} |  | (7) |

Wynika stąd, że
{\displaystyle f^{(n)}(x+\theta n\Delta x)={\frac {\Delta ^{n}f(x)}{(\Delta x)^{n}}}\quad \to \quad f^{(n)}(x)=\lim _{\Delta x\to 0}{\frac {\Delta ^{n}f(x)}{(\Delta x)^{n}}}.}

## Tablice różnic
W zagadnieniach interpolacji funkcji {\displaystyle y=f(x),} której rzędne {\displaystyle y_{i}=f(x_{i})} są dane dla równoodległych punktów {\displaystyle x_{i},\;i=0,1,2,\dots ,n,} wykorzystuje się różnice skończone
|  |  | {\displaystyle \Delta x_{i}=x_{i+1}-y_{i}=h=\mathrm {const} ,} {\displaystyle \Delta y_{i}=y_{i+1}-y_{i},} {\displaystyle \Delta ^{2}y_{i}=\Delta (\Delta y_{i})=\Delta y_{i+1}-\Delta y_{i},} {\displaystyle .............................} {\displaystyle \Delta ^{n}y_{i}=\Delta (\Delta ^{n-1}y_{i})=\Delta ^{n-1}y_{i+1}-\Delta ^{n-1}y_{i}.} |  | (8) |

Z drugiej równości otrzymujemy
{\displaystyle y_{i+1}=y_{i}+\Delta y_{i}=(1+\Delta )y_{i},}
{\displaystyle y_{i+2}=(1+\Delta )y_{i+1}=(1+\Delta )^{2}y_{i},}
{\displaystyle y_{i+3}=(1+\Delta )y_{i+2}=(1+\Delta )^{3}y_{i},}
{\displaystyle ............................}
{\displaystyle y_{i+n}=(1+\Delta )^{n}y_{i}.}
Dzięki wzorowi dwumiennemu Newtona otrzymujemy
{\displaystyle {\begin{aligned}y_{i+n}&=y_{i}\\[1ex]&\quad +C_{n}^{1}\Delta y_{i}\\[1ex]&\quad +C_{n}^{2}\Delta ^{2}y_{i}\\[1ex]&\quad \ldots \\[1ex]&\quad +\Delta ^{n}y_{i},\end{aligned}}}
{\displaystyle {\begin{aligned}\Delta ^{n}y_{i}&={\big [}(1+\Delta )-1{\big ]}^{n}\\[1ex]&=(1+\Delta )^{n}y_{i}\\[1ex]&\quad -C_{n}^{1}(1+\Delta )^{n-1}y_{i}\\[1ex]&\quad +\ldots \\[1ex]&\quad +C\;\!_{n}^{n-1}(1+\Delta )y_{i},\end{aligned}}}
{\displaystyle {\begin{aligned}\Delta ^{n}y_{i}&=y_{n+i}\\[1ex]&\quad -C_{n}^{1}y_{n+i-1}\\[1ex]&\quad +C_{n}^{2}y_{n+i-2}\\[1ex]&\quad +\ldots \\[1ex]&\quad +(-1)^{n-1}C\;\!_{n}^{n-1}y_{i+1}\\[1ex]&\quad +(-1)^{n}y_{i}.\end{aligned}}}
Na przykład
{\displaystyle \Delta ^{2}y_{i}=y_{i+2}-2y_{i+1}+y_{i},}
{\displaystyle \Delta ^{3}y_{i}=y_{i+3}-3y_{i+2}+3y_{i+1}-y_{i},}
{\displaystyle ............................}
Wzory (8) pozwalają tworzyć tablice różnic skończonych o postaci
| {\displaystyle {}\;x\;{}} | {\displaystyle {}\;y\;{}} | {\displaystyle \Delta y}     | {\displaystyle \Delta ^{2}y}     | {\displaystyle \Delta ^{3}y}     |
| {\displaystyle x_{0}}     | {\displaystyle y_{0}}     | {\displaystyle \Delta y_{0}} | {\displaystyle \Delta ^{2}y_{0}} | {\displaystyle \Delta ^{3}y_{0}} |
| {\displaystyle x_{1}}     | {\displaystyle y_{1}}     | {\displaystyle \Delta y_{1}} | {\displaystyle \Delta ^{2}y_{1}} | {\displaystyle \Delta ^{3}y_{1}} |
| {\displaystyle x_{2}}     | {\displaystyle y_{2}}     | {\displaystyle \Delta y_{2}} | {\displaystyle \Delta ^{2}y_{2}} | {\displaystyle \Delta ^{3}y_{2}} |
| {\displaystyle \ldots }   | {\displaystyle \ldots }   | {\displaystyle \ldots }      | {\displaystyle \ldots }          | {\displaystyle \ldots }          |

Przykładowo dla wielomianu {\displaystyle y=2x^{3}-2x^{2}+3x-1} otrzymuje się dla kroku {\displaystyle h=1} i wartości początkowej {\displaystyle x_{0}=0}
| {\displaystyle {}\;x\;{}} | {\displaystyle {}\;y\;{}} | {\displaystyle \Delta y} | {\displaystyle \Delta ^{2}y} | {\displaystyle \Delta ^{3}y} |
| 0                         | –1                        | 3                        | 8                            | 12                           |
| 1                         | 2                         | 11                       | 20                           | 12                           |
| 2                         | 13                        | 31                       | 32                           | 12                           |
| 3                         | 44                        | 63                       | 44                           | 12                           |
| 4                         | 107                       | 107                      | 56                           | 12                           |
| 5                         | 214                       | 163                      | 68                           | 12                           |
| {\displaystyle \ldots }   | {\displaystyle \ldots }   | {\displaystyle \ldots }  | {\displaystyle \ldots }      | {\displaystyle \ldots }      |

## Potęga uogólniona
W zagadnieniach interpolacji wygodnie jest wprowadzić pojęcie uogólnionej potęgi
|  |  | {\displaystyle x^{[n]}=x(x-h)(x-2h)\ldots \,{\big [}x-(n-1)h{\big ]},\quad x^{[0]}=1,\quad 0^{[0]}=1,} |  | (9) |

gdzie:
{\displaystyle h} jest ustalonym krokiem.
Ze wzoru (1) wynika, że
{\displaystyle x^{[n]}=x^{n},\;\;\mathrm {gdy} \;h=0.}
Pierwsza różnica skończona uogólnionej potęgi, po uwzględnieniu (9), wyraża się wzorem
|  |  | {\displaystyle \Delta x^{[n]}=(x+h)^{[n]}-x^{[n]}=nhx^{[n-1]}.} |  | (10) |

Na zasadzie indukcji można dowieść, że
{\displaystyle {\begin{aligned}\Delta ^{k}x^{[n]}&=n(n-1)\ldots {\big [}n-(k-1){\big ]}\ h^{k}x^{[n-k]}\\[1ex]&={\frac {n!}{(n-k)!}}\ h^{k}x^{[n-k]},\qquad k=1,2,\dots ,n.\end{aligned}}}
Ponieważ {\displaystyle x^{[n]}} jest wielomianem n-tego stopnia więc oczywiście {\displaystyle \Delta ^{k}x^{[n]}=0,\;\;\mathrm {gdy} \;k>n.}

## Pierwsza formuła Newtona
Dane są wartości {\displaystyle y_{i}=f(x_{i})} funkcji {\displaystyle y=f(x)} na zbiorze równoodległych punktów {\displaystyle x_{i}=x_{0}+ih,\;i=0,1,2,\dots ,n.} Należy zbudować wielomian interpolacyjny {\displaystyle P(x)} taki, który spełnia warunki
|  |  | {\displaystyle P_{n}(x_{i})=f(x_{i}),\quad i=0,1,\dots ,n.} |  | (11) |

Warunki te są równoważne warunkom
{\displaystyle \Delta ^{m}P_{n}(x_{0})=\Delta ^{m}y_{0},\quad m=0,1,\dots ,n.}
Zgodnie z koncepcją Newtona wielomianu {\displaystyle P_{n}(x)} będziemy poszukiwać w postaci
{\displaystyle {\begin{aligned}P_{n}(x)=a_{0}&+a_{1}(x-x_{0})\\[1ex]&+a_{2}(x-x_{0})(x-x_{1})\\[1ex]&\ldots \\[1ex]&+a_{n}(x-x_{0})(x-x_{1})\ldots (x-x_{n-1})\end{aligned}}}
lub
|  |  | {\displaystyle {\begin{aligned}P_{n}(x)=a_{0}&+a_{1}(x-x_{0})^{[1]}\\[1ex]&+a_{2}(x-x_{0})^{[2]}\\[1ex]&\ldots \\[1ex]&+a_{n}(x-x_{0})^{[n]}.\end{aligned}}} |  | (12) |

Korzystając ze wzoru (10), możemy napisać
{\displaystyle {\begin{aligned}P_{n}(x)=a_{0}&+a_{1}(x-x_{0})^{[1]}\\&+a_{2}(x-x_{0})^{[2]}\\&\ldots \\&+a_{n}(x-x_{0})^{[n]},\\\\\Delta P_{n}(x)=0&+a_{1}\Delta (x-x_{0})^{[1]}\\&+a_{2}\Delta (x-x_{0})^{[2]}\\&\ldots \\&+a_{n}\Delta (x-x_{0})^{[n]}\\[4px]=a_{1}h&+2a_{2}(x-x_{0})^{[1]}h\\&+3a_{3}(x-x_{0})^{[2]}h\\&\ldots \\&+na_{n}(x-x_{0})^{[n-1]}h,\\\\\Delta ^{2}P_{n}(x)=0&+1\cdot 2h^{2}a_{2}\\&+2\cdot 3h^{2}a_{3}(x-x_{0})^{[1]}\\&\ldots \\&+(n-1)nh^{2}(x-x_{0})^{[n-1]}\\[4px]=1\cdot 2a_{2}h^{2}&+2\cdot 3a_{3}(x-x_{0})h^{2}\\&\ldots \\&+(n-1)n(x-x_{0})^{[n-2]}h^{2},\end{aligned}}}
{\displaystyle ............................................}
|  |  | {\displaystyle \Delta ^{m}P_{n}(x)=\sum _{i=m}^{n}{\frac {i!}{(i-m)!}}a_{i}(x-x_{0})^{[i-m]}h^{m}.} |  | (13) |

Ze wzoru (13) wynika, że dla {\displaystyle m=0,1,2,\dots ,n\;\;\mathrm {i} \;\;0^{[0]}=1}
|  |  | {\displaystyle \Delta ^{m}P_{n}(x_{0})=\sum _{i=m}^{n}{\frac {i!}{(i-m)!}}a_{i}(x_{0}-x_{0})^{[i-m]}h^{m}=m!h^{m}a_{m}\quad \to \quad a_{m}={\frac {\Delta ^{m}P_{n}(x_{0})}{m!h^{m}}}.} |  | (14) |

Na podstawie (12) i (14) otrzymujemy interpolacyjny wielomian Newtona w postaci
|  |  | {\displaystyle {\begin{aligned}P_{n}(x)=y_{0}+{}&{\frac {\Delta y_{0}}{1!h}}(x-x_{0})^{[1]}\\[1ex]+\ &{\frac {\Delta ^{2}y_{0}}{2!h^{2}}}(x-x_{0})^{[2]}\\[1ex]\ldots &\\[1ex]+\ &{\frac {\Delta ^{n}y_{0}}{n!h^{n}}}(x-x_{0})^{[n]}\\[1ex]=\sum _{i=0}^{n}&{\frac {\Delta ^{i}y_{0}}{i!h^{i}}}(x-x_{0})^{[i]},\quad \Delta ^{0}=1,\end{aligned}}} |  | (15) |

gdzie:
{\displaystyle y_{0}=P_{n}(x_{0})=a_{0}.}
Na podstawie wzoru (15) można obliczyć wartości {\displaystyle P_{n}(x_{k}),\;k=1,2,\dots ,n,} uwzględniając, że
{\displaystyle {\begin{aligned}(x_{k}-x_{0})^{[i]}&=(x_{k}-x_{0})(x_{k}-x_{1})\ldots \,(x_{k}-x_{i-1})\\[1ex]&=k(k-1)(k-2)\ldots \,{\big [}k-(i-1){\big ]}h^{i}={\frac {k!}{(k-i)!}}h^{i},\end{aligned}}}
{\displaystyle (1+\Delta )^{k}=\sum _{i=0}^{n}C\;\!_{k}^{i}\Delta ^{i},\quad C\;\!_{k}^{i}={\frac {k!}{i!(k-i)!}}.}
Ostatecznie otrzymujemy
{\displaystyle P_{n}(x_{k})=\sum _{i=0}^{n}{\frac {\Delta ^{i}y_{0}}{i!h^{i}}}{\frac {k!}{(k-i)!}}h^{i}=\sum _{i=0}^{n}C\;\!_{k}^{i}\Delta ^{i}y_{0}=(1+\Delta )^{k}y_{0}.}
Po wprowadzeniu nowej zmiennej
{\displaystyle q={\frac {x-x_{0}}{h}}\quad \to \quad q^{[i]}={\frac {(x-x_{0})^{[i]}}{h^{i}}}}
wzór (15) przyjmuje postać pierwszej formuły Newtona
|  |  | {\displaystyle P_{n}(x)=\sum _{i=0}^{n}{\frac {\Delta ^{i}y_{0}}{i!}}q^{[i]},\quad q^{[i]}=q(q-1)(q-2)\ldots \,{\big [}q-(i-1){\big ]},} |  | (16) |

przy czym
{\displaystyle {\frac {q^{[i]}}{i!}}=\sum _{m=1}^{i}c_{mi}\lambda ^{m}.}
Współczynniki {\displaystyle c_{mi},\;i=1,2,\dots ,n} zostały stablicowane.
Dla {\displaystyle n=1,2,3} otrzymujemy
- {\displaystyle P_{1}(x)=y_{0}+q\Delta y_{0}\quad {}} – dla interpolacji liniowej,
- {\displaystyle P_{2}(x)=y_{0}+q\Delta y_{0}+{\frac {q(q-1)}{2}}\Delta ^{2}y_{0}\quad {}} – dla interpolacji kwadratowej,
- {\displaystyle P_{3}(x)=y_{0}+q\Delta y_{0}+{\frac {q(q-1)}{2!}}\Delta ^{2}y_{0}+{\frac {q(q-1)(q-2)}{3!}}\Delta ^{3}y_{0}\quad {}} – dla interpolacji sześciennej.

## Druga formuła Newtona
Tym razem poszukuje się wielomianu o postaci
{\displaystyle {\begin{aligned}P_{n}(x)&=a_{0}\\&\quad +a_{1}(x-x_{n})\\&\quad +a_{2}(x-x_{n})(x-x_{n-1})\\&\quad \ldots \\&\quad +a_{n}(x-x_{n})(x-x_{n-1})\ldots (x-x_{1})\\&=\sum _{i=0}^{n}a_{i}(x-x_{n-i+1})^{[i]},\end{aligned}}}
gdzie:
{\displaystyle (x-x_{k})^{[i]}=(x-x_{n})(x-x_{n-1})(x-x_{n-2})\ldots (x-x_{k}).}
Dla obliczenia współczynników {\displaystyle a_{i},\;i=0,1,\dots ,n} wykorzystuje się wzory na kolejne różnice
{\displaystyle {\begin{aligned}\Delta P_{n}(x)=0&+a_{1}\ h\\&+a_{2}\ 2h(x-x_{n-1})\\&+a_{3}\ 3h(x-x_{n-2})^{[2]}\\&\ldots \\&+a_{n}\ nh(x-x_{1})^{[n-1]},\end{aligned}}}
{\displaystyle {\begin{aligned}\Delta ^{2}P_{n}(x)&=1\cdot 2a_{2}h^{2}\\&\,+2\cdot 3a_{3}h^{2}(x-x_{n-2})\\&\,+3\cdot 4a_{4}h^{2}(x-x_{n-3})^{[2]}\\&\,\dots \\&\,+n(n-1)a_{n}h^{2}(x-x_{1})^{[n-2]},\end{aligned}}}
{\displaystyle {\begin{aligned}\Delta ^{3}P_{n}(x)&=1\cdot 2\cdot 3a_{3}h^{3}\\&\,+2\cdot 3\cdot 4a_{4}h3(x-x_{n-3})\\&\,\dots \\&\,+(n-2)(n-1)na_{n}h^{3}(x-x_{1})^{[n-3]},\end{aligned}}}
{\displaystyle ................................}
{\displaystyle \Delta ^{m}P_{n}(x)=\sum _{i=m}^{n}{\frac {i!}{(i-m)!}}a_{i}h^{m}(x-x_{n-i+1})^{[i-m]}.}
Z powyższych wzorów wynika, że
{\displaystyle a_{m}={\frac {\Delta ^{m}P_{n}(x_{n-m})}{m!h^{m}}}}
i dzięki temu poszukiwany wielomian można zapisać w postaci
{\displaystyle {\begin{aligned}P_{n}(x)&=\sum _{i=0}^{n}{\frac {\Delta ^{i}P_{n}(x_{n-i})}{i!h^{i}}}(x-x_{n-i+1})^{[i]}\\&=P_{n}(x_{n})+{\frac {\Delta ^{1}P_{n}(x_{n-1})}{1!h}}(x-x_{n})\\&\qquad \qquad \;+{\frac {\Delta ^{2}P_{n}(x_{n-2})}{2!h^{2}}}(x-x_{n})(x-x_{n-1})\\[1ex]&\qquad \qquad \;\ldots \\[1ex]&\qquad \qquad \;+{\frac {\Delta ^{n}P_{n}(x_{0})}{n!h^{n}}}(x-x_{n})(x-x_{n-1})\ldots (x-x_{1}).\end{aligned}}}
Po wprowadzeniu nowej zmiennej
{\displaystyle q={\frac {x-x_{n}}{h}}\quad \to \quad {\frac {x-x_{n-i}}{h}}=q+i,\quad i=0,1,\dots ,n-1}
powstaje druga formuła Newtona
{\displaystyle {\begin{alignedat}{1}P_{n}(x)&=P_{n}(x_{n})&{}+{}q\Delta P_{n}(x_{n-1})\\[1ex]&&{}+{}{\frac {q(q+1)}{2!}}\Delta ^{2}P_{n}(x_{n-2})\\&&{}+{}{\frac {q(q+1)(q+2)}{3!}}\Delta ^{3}P_{n}(x_{n-3})\\&&\ \ldots \\&&{}+{}{\frac {q(q+1)\ldots {\big [}q+(n-1){\big ]}}{n!}}\Delta ^{n}P_{n}(x_{0})\\&=P_{n}(x_{n})&{}+{}\sum _{i=1}^{n}{\frac {q^{[i]}}{i!}}\Delta ^{i}P_{n}(x_{n-i}),\end{alignedat}}}
gdzie:
{\displaystyle q^{[i]}=q(q+1)(q+2)\ldots {\big [}q+(i-1){\big ]},\quad i=1,2,\dots ,n.}